# Pantana albifascia
Pantana albifascia är en fjärilsart som beskrevs av Walker 1865. Pantana albifascia ingår i släktet Pantana och familjen tofsspinnare. Inga underarter finns listade i Catalogue of Life.